# Đời là chiến đấu
Đời là chiến đấu (tên gốc tiếng Pháp: Nos batailles, còn được biết đến với tên tiếng Anh: Our Struggles) là phim điện ảnh hài-chính kịch của Bỉ và Pháp năm 2018 do Guillaume Senez đạo diễn. Phim có sự tham gia diễn xuất của Romain Duris, Laure Calamy, Lætitia Dosch, Lucie Debay, Basile Grunberger, Lena Girard Voss và Dominique Valadié, với nội dung kể về cuộc sống của một người đàn ông với hai đứa con sau khi người vợ đột ngột rời bỏ mái ấm gia đình.
Đời là chiến đấu được khởi chiếu ra mắt thuộc khuôn khổ Tuần lễ phê bình quốc tế của Liên hoan phim Cannes 2018. Phim đã nhận được bảy đề cử tại Giải Magritte lần thứ 9 và giành chiến thắng ở năm hạng mục, bao gồm Phim hay nhất và Đạo diễn xuất sắc nhất cho Guillaume Senez. Tại Việt Nam, phim được khởi chiếu vào tháng 5 năm 2022 trong khuôn khổ Liên hoan phim châu Âu tại Việt Nam 2022.

## Nội dung
Olivier cố gắng hết sức để chống lại sự bất công tại nơi làm việc. Một ngày nọ, khi người vợ Laura đột ngột rời bỏ mái ấm gia đình, anh phải một mình xoay sở giữa nhu cầu của con cái, những thách thức hàng ngày của cuộc sống cũng như công việc của mình. Đối mặt với những trách nhiệm mới này, Olivier không dễ đạt được sự cân bằng. Bởi Laura sẽ không trở lại.

## Diễn viên
- Romain Duris vai Olivier
- Laure Calamy vai Claire
- Lætitia Dosch vai Betty
- Lucie Debay vai Laura
- Basile Grunberger vai Elliot
- Lena Girard Voss vai Rose
- Dominique Valadié vai Joëlle

## Phát hành
Đời là chiến đấu được khởi chiếu ra mắt trong khuôn khổ Tuần lễ phê bình quốc tế của Liên hoan phim Cannes 2018. Tại Việt Nam, phim được khởi chiếu vào tháng 5 năm 2022 trong khuôn khổ Liên hoan phim châu Âu tại Việt Nam 2022.

## Giải thưởng
| Giải thưởng                  | Hạng mục                          | Đề cử             | Kết quả   | Nguồn |
| ---------------------------- | --------------------------------- | ----------------- | --------- | ----- |
| Giải César                   | Nam diễn viên chính xuất sắc nhất | Romain Duris      | Đề cử     | [ 6 ] |
| Giải César                   | Phim nước ngoài hay nhất          | Đời là chiến đấu  | Đề cử     | [ 6 ] |
| Filmfest Hamburg             | Giải lựa chọn của nhà phê bình    | Đời là chiến đấu  | Đoạt giải |       |
| Giải Globe de Cristal        | Nam diễn viên chính xuất sắc nhất | Romain Duris      | Đề cử     |       |
| Giải Jean Carmet             | Nữ diễn viên phụ xuất sắc nhất    | Lucie Debay       | Đoạt giải | [ 7 ] |
| Giải Magritte                | Phim điện ảnh xuất sắc nhất       | Đời là chiến đấu  | Đoạt giải | [ 4 ] |
| Giải Magritte                | Đạo diễn xuất sắc nhất            | Guillaume Senez   | Đoạt giải | [ 4 ] |
| Giải Magritte                | Kịch bản xuất sắc nhất            | Guillaume Senez   | Đề cử     | [ 4 ] |
| Giải Magritte                | Nữ diễn viên phụ xuất sắc nhất    | Lucie Debay       | Đoạt giải | [ 4 ] |
| Giải Magritte                | Nam diễn viên triển vọng nhất     | Basile Grunberger | Đề cử     | [ 4 ] |
| Giải Magritte                | Nữ diễn viên triển vọng nhất      | Lena Girard Voss  | Đoạt giải | [ 4 ] |
| Giải Magritte                | Dựng phim xuất sắc nhất           | Julie Brenta      | Đoạt giải | [ 4 ] |
| Liên hoan phim quốc tế Ấn Độ | Phim điện ảnh xuất sắc nhất       | Đời là chiến đấu  | Đề cử     |       |
| Giải Lumières                | Phim tiếng Pháp xuất sắc nhất     | Đời là chiến đấu  | Đề cử     | [ 8 ] |
| Giải Lumières                | Nam diễn viên chính xuất sắc nhất | Romain Duris      | Đề cử     | [ 8 ] |
| Liên hoan phim Torino        | Phim điện ảnh xuất sắc nhất       | Đời là chiến đấu  | Đề cử     |       |
| Liên hoan phim Torino        | Giải Interfedi                    | Guillaume Senez   | Đoạt giải |       |
| Liên hoan phim Torino        | Giải khán giả                     | Đời là chiến đấu  | Đoạt giải |       |